# Miniș, Arad
Miniș este un sat în comuna Ghioroc din județul Arad, Crișana, România. La recensământul din 2002 avea o populație de 719 locuitori. Localitatea a fost atestată documentar pentru prima oară în 1302.
Minis este un sat cunoscut pentru vinul sau si cramele sale si struguri / via si dealurile sale 